# Stelestylis stylaris
Stelestylis stylaris är en enhjärtbladig växtart som först beskrevs av Henry Allan Gleason, och fick sitt nu gällande namn av Gunnar Wilhelm Harling. Stelestylis stylaris ingår i släktet Stelestylis och familjen Cyclanthaceae. Inga underarter finns listade.